# Janek Kroupa
Jan „Janek“ Kroupa (* 23. června 1974 Praha) je český investigativní novinář.

## Kariéra
Od roku 1996 pracoval v TV Nova, a to v pořadech Občanské judo, od roku 1997 Na vlastní oči a Natvrdo etc. Jeho reportáže rovněž vysílá Česká televize a otiskuje deník Mladá fronta DNES. V letech 2014 až 2019 pracoval jako investigativní reportér pro Český rozhlas, od podzimu 2019 působí jako člen redakce internetového zpravodajského portálu Seznam Zprávy.
Je znám svými investigativními reportážemi o kauzách Berdychova gangu, Zdeňka Doležela „Pět na stole v českých“ – Budišov, poslance Jana Moravy, nevěstince Miloslava Mrštiny, vládního nákupu transportérů Pandur II, či podvodných pražských směnáren.
Spolupracuje s novinářem Josefem Klímou.

## Ocenění
Janek Kroupa je držitelem ceny Elsa (2005), Novinářské křepelky (2007) a ceny vysokého komisaře OSN pro uprchlíky za válečné reportáže.
V roce 2014 získal společně s polskými kolegy Bertoldem Kittelem a Jaroslawem Jabrzykem polskou novinářskou cenu Grand Press v kategorii investigativní žurnalistika. Oceněná reportáž natočená pro pořad Superwizjer polské televize TVN a pro Radiožurnál se zabývá pašováním zbraní z Česka na východní Ukrajinu. Janek Kroupa, který se vydával za českého obchodníka se zbraněmi, kontaktoval polského překupníka Andreje Izdebského a domlouval s ním prodej zbraní proruským povstalcům. Schůzky byly nahrávány skrytou kamerou.

## Kontroverze
Novinářská práce Janka Kroupy vyvolala i kontroverze.

### Kauza Budišov
Roku 2006 se Janek Kroupa v pořadu Na vlastní oči Televize Nova věnoval tzv. kauze Budišov, kde mělo jít o korupci a dotační podvod při rekonstrukci budišovského zámku. Den před odvysíláním reportáže (10. 10. 2006) policie zatkla skupinu, kterou podezírala z vydírání a manipulace s dotacemi. Ve skupině byl mimo jiné starosta Budišova Ladislav Péťa a Zdeněk Doležel. Bývalá náměstkyně ministra pro místní rozvoj Věra Jourová mezi nimi nebyla, protože byla na služební cestě v zahraničí. Policie ji zatkla až při návratu přímo na letišti. Kauzu od počátku dozoroval státní zástupce, o vazbách rozhodl soud. Dne 11. října 2006 večer vysílala TV NOVA reportáž Hráči, kterou natočil Janek Kroupa. Trvala asi 40 minut a zhruba 4 minuty se týkaly účasti Věry Jourové. Jako o Věře o ní mluvila skupina v čele se starostou Péťou.
Policie zatýkala výhradně na základě svých zjištění, TV NOVA žádné dokumenty, nahrávky ani svědectví v té době policii nepředala. Policie si je vyžádala až v týdnu od 12. 10. 2006.
Roku 2008 soud pravomocně rozhodl, že údajný skutek se nestal. Věra Jourová následně vysoudila za neoprávněný pobyt ve vazbě odškodnění ve výši 3,6 milionu Kč. Jediným odsouzeným, ale v jiné kauze, se stal Marek Řičář za dotační podvod a legalizaci výnosů z trestné činnosti. Ten byl zároveň i jedním z hlavních svědků v případu, Řičářovi měl údajně starosta Péťa vyhrožovat zabitím. Řičář byl dlouhou dobu v programu na ochranu svědků a skrýval se i s celou rodinou pod změněnou identitou v zahraničí, protože mu prý hrozilo nebezpečí.
Někteří kritici považují Kroupův přístup ke kauze za neprofesionální a neetický. Zároveň se však upozorňuje na možné pochybení policie a vyšetřovatelů a skutečnost, že by k neoprávněnému uvěznění nedošlo. Janek Kroupa opakovaně upozorňuje, že nikoho do vazby neposlal, policie konala na základě svých zjištění pod dohledem státního zástupce a vazbu pro zmíněné schválil soud.

### Kauza ČEPEK
V roce 2014 se v Českém rozhlase zabýval internetovými stránkami Československé pedofilní komunity (ČEPEK). Kroupa spolu s kolegyní Markétou Chaloupskou upozornil, že na webu zcela veřejně existuje kupříkladu pedofilní seznamka nebo možnost sdílet a komentovat fotografie dětí. Některé dokonce zcela adresně, se jmény i detaily z jejich života. Web kritizovala přední česká sexuoložka Růžena Hajnová, podle ní byly některé fotografie, které zde byly vystaveny, za hranou zákona. Oproti tomu někteří čeští sexuologové jako Petr Weiss a Ondřej Trojan si myslí, že je takový web v pořádku. Sám ČEPEK se prezentuje jako sdružení pedofilů, které chce mimo jiné ukázat, že být pedofilem neznamená být člověkem, který zneužívá děti. Autoři webu prohlašují, že jsou proti jakémukoli zneužívání dětí. Seznamku ČEPEK hájil tím, že je od svého založení určena výhradně pro osoby nad 15 let života a toto pravidlo musí splňovat všechny zveřejněné příspěvky. Na webu pedofilie-info.cz se ale podle serveru iROZHLAS objevilo i několik inzerátů – třeba v tomto znění: „Ahoj, jsem člověk s romantickou duší a mám rád procházky přírodou. Hledám holku, která by chtěla se mnou sdílet tyto neobyčejné okamžiky,“ stojí v jednom s inzerátů. Holky na procházky podle něj hledá muž, který preferuje dívky ve věku 5 až 15 let.
Na základě Kroupových reportáží začala web ČEPEKu prověřovat policie. Po roce prošetřování ukončila se závěrem, že nedošlo k žádnému pochybení ve vztahu k českému trestnímu ani přestupkovému právu. Za pochybení ale označila možné porušení autorského práva u profilových obrázků, v sekci Seznamka totiž byly fotky reálných dětí.
V pozadí webu stojí učitel základní školy Karel Žák. On sám se k pedofilii nehlásí, ačkoli stránky jsou registrované na jeho jméno. Zástupci ČEPEKu se zúčastnili rozhovoru s Kroupou. Následně ho ale na svém fóru označili za neseriózně sestříhaný. Zřizovatel stránek, právě Karel Žák, podal na práci Janka Kroupy stížnost na Radu pro rozhlasové a televizní vysílání a Radu Českého rozhlasu.
Rada ČRo neshledala žádná závažná pochybení.
RRTV zahájila 1. října 2014 s ČRo správní řízení pro porušení zákona o provozování rozhlasového a televizního vysílání s odůvodněním, že "osobní domněnky reportéra Janka Kroupy a reportérky Markéty Chaloupské byly vydávány za ověřená fakta, osobní hodnotící komentáře obou reportérů nebyly odděleny od informací zpravodajského charakteru, poskytované informace byly deformovány opomenutím důležitých skutečností, reportáž jako celek byla z hlediska zdrojů informací netransparentní a některé prezentované informace nebyly dostatečně vyvážené pro svobodné vytváření názorů." 14. května 2015 bylo správní řízení RRTV s ČRo ukončeno. Výsledkem bylo upozornění ČRo na porušení zákona v jeho vysílání. Vzhledem k tomu, že nešlo o opakované provinění, zůstalo bez dalších sankcí.

### Kauza Agrofert
Na přelomu let 2017 a 2018 pracoval Janek Kroupa na reportážích zabývajících se hospodařením společnosti Agrofert na 1700 hektarech cizích pozemků. Pro způsob pojetí těchto reportáží se dostal do ostrého konfliktu s ředitelem Českého rozhlasu Reném Zavoralem. Ten kritizoval nedostatečné uvedení tématu do kontextu problematiky. Hospodaření na cizích pozemcích je v českém zemědělství problém strukturální, kdy cca 3-5 % zemědělské půdy v České republice je obhospodařováno neoprávněně, což jsou řádově stovky tisíc hektarů. Podíl Agrofertu na celospolečenském rozsahu této činnosti je tak nesrovnatelně menší než jeho podíl na českém zemědělství jako takovém.
Kroupa těmto výtkám oponoval tím, že Andrej Babiš jako majitel Agrofertu je zároveň představitelem státní moci, a proto je jeho činnost předmětem většího společenského zájmu než u ostatních zemědělců.
Rada Českého rozhlasu nechala k přijatelnosti zpracování tématu novinářem Kroupou zpracovat tři odborné analýzy. Následně se opírala zejména o jednu z nich s odůvodněním, že zbývající byly obsahem nebo formou nevyhovující. Janek Kroupa tento výběr považoval za pouze účelový s odůvodněním, že zvolená analýza k němu byla nejkritičtější. Celý názorový střet prezentoval jako pokus o cenzuru a zastrašování novinářů a trvá na tom, že předmětem kritiky je ve skutečnosti samotný výběr tématu. Ředitel Zavoral i celá rada ČRo na svém jednání toto obvinění odmítla a trvá na tom, že potíž spočívá pouze ve zpracování tématu. Jeden z jejích členů vyjádřil údiv nad tím, že jednání rady probíhá v atmosféře strachu kvůli řadovému novináři.
Na stranu Kroupy se postavila část kolegů v Českém rozhlase, včetně šéfredaktora zpravodajství Jana Pokorného. Jiní novináři jeho přístup naopak hodnotili kriticky jako znevažování veřejnoprávního média, jeho představitelů, organizační hierarchie a celého vnitřního kontrolního mechanismu.

### Kauza Vrbětice
V roce 2021 přišel s informací, že Jan Hamáček, ministr vnitra a 1. místopředseda vlády chtěl jet do Moskvy kvůli tomu, aby vyměnil zjištěné informace z Kauzy Vrbětice za milión dávek vakcíny Sputniku V a za summit ruského prezidenta Vladimira Putina s prezidentem USA Joe Bidenem v Praze. Jan Hamáček si ovšem stojí za tím, že cesta do Moskvy byla pouze zastíracím manévrem, aby Rusové nezjistili, že Češi plánují vyšetřování této kauzy a na novináře a na redakci Seznam Zprávy podal trestní oznámení. Ovšem Janek Kroupa tvrdí, že má svědky mezi kterými jsou i členové České strany sociálně demokratické (například hejtman Pardubického kraje Martin Netolický).

## Rodinný stav
Je synem politologa Daniela Kroupy. S manželkou Žanetou má dceru Julii.

## Publikace
Spolu se Zdeňkem Čechem napsal v roce 2006 knihu Zločin jako profese: pravda o velkém spiknutí : od Davida Berdycha přes podivné důstojníky policie až k Františku Mrázkovi (ISBN 8086983072) s dotiskem v roce 2011 (ISBN 9788087423264)